# Ramsar-Gebiet S-H Wattenmeer und angrenzende Küstengebiete
Ramsar-Gebiet S-H Wattenmeer und angrenzende Küstengebiete este o arie protejată (arie de protecție specială avifaunistică — SPA) din Germania întinsă pe o suprafață de 463.907 ha, integral pe uscat.

## Localizare
Centrul sitului Ramsar-Gebiet S-H Wattenmeer und angrenzende Küstengebiete este situat la coordonatele 54°32′05″N 8°27′47″E / 54.5347°N 8.4631°E.

## Înființare
Situl Ramsar-Gebiet S-H Wattenmeer und angrenzende Küstengebiete a fost declarat arie de protecție specială avifaunistică în septembrie 2004 pentru a proteja 81 de specii de animale.

## Biodiversitate
Situată în ecoregiunea atlantică, aria protejată nu include niciun habitat protejat.
La baza desemnării sitului se află mai multe specii protejate de  păsări (81): lăcar-de-rogoz (Acrocephalus schoenobaenus), ciocârlie-de-câmp (Alauda arvensis), alca (Alca torda), pescăruș albastru (Alcedo atthis), rață sulițar (Anas acuta), rață lingurar (Anas clypeata), rață mică (Anas crecca crecca), rață fluierătoare (Anas penelope), Anas platyrhynchos platyrhynchos, rață cârâitoare (Anas querquedula), Anas strepera strepera, fâsă de luncă (Anthus pratensis), Ardea cinerea cinerea, pietruș (Arenaria interpres), ciuf de câmp (Asio flammeus), buhai de baltă (Botaurus stellaris stellaris), Branta bernicla bernicla, Branta leucopsis, șorecar încălțat (Buteo lagopus), Calidris alba, fugaci de țărm (Calidris alpina), Calidris canutus, fugaci roșcat (Calidris ferruginea), Carduelis flavirostris, Charadrius alexandrinus alexandrinus, prundaș gulerat mare (Charadrius hiaticula), chirighiță neagră (Chlidonias niger), erete de stuf (Circus aeruginosus), erete vânăt (Circus cyaneus), erete cenușiu (Circus pygargus), cristeiul de câmp (Crex crex), Cygnus columbianus bewickii, lebădă de iarnă (Cygnus cygnus), Eremophila alpestris, șoim de iarnă (Falco columbarius), Falco peregrinus peregrinus, Fulmarus glacialis, becațină comună (Gallinago gallinago), Gavia arctica arctica, cufundar mic (Gavia stellata), scoicar (Haematopus ostralegus), codalb (Haliaeetus albicilla), piciorong (Himantopus himantopus), Larus argentatus, pescăruș sur (Larus canus), Larus fuscus intermedius, Larus marinus, pescăruș-cu-cap-negru (Larus melanocephalus), pescăruș mic (Larus minutus), pescăruș râzător (Larus ridibundus), sitar de mal nordic (Limosa lapponica), Limosa limosa limosa, Luscinia svecica cyanecula, Mergus serrator, Numenius arquata arquata, Numenius phaeopus, pietrar sur (Oenanthe oenanthe), pițigoi de stuf (Panurus biarmicus), cormoran mare (Phalacrocorax carbo carbo), bătăuș (Philomachus pugnax), Platalea leucorodia leucorodia, Plectrophenax nivalis, ploier auriu (Pluvialis apricaria), ploier argintiu (Pluvialis squatarola), Podiceps grisegena grisegena, Podiceps nigricollis nigricollis, cresteț pestriț (Porzana porzana), ciocântors (Recurvirostra avosetta), Rissa tridactyla, mărăcinar (Saxicola rubetra), eider (Somateria mollissima), chiră mică (Sterna albifrons), chiră de baltă (Sterna hirundo), Sterna paradisaea, chiră de mare (Sterna sandvicensis), călifar alb (Tadorna tadorna), fluierar negru (Tringa erythropus), fluierar cu picioare verzi (Tringa nebularia), fluierarul cu picioare roșii (Tringa totanus), Uria aalge aalge, nagâț (Vanellus vanellus).